# Belisario Boeto
Belisario Boeto is een provincie in het departement Chuquisaca in Bolivia. De provincie heeft een oppervlakte van 2000 km² en heeft 11.159 inwoners (2012). De hoofdstad is Villa Serrano.

## Indeling
De provincie bestaat uit de volgende kantons:
- Cantón Mendoza[1] - 29 gemeenschappen - 4126 inwoners (2001)
- Cantón Urriolagoitia[2] - 39 gemeenschappen - 2512 inw.
- Cantón Villa Serrano[3] - 41 gemeenschappen - 5639 inw.

Belisario Boeto bestaat uit één gemeente: Villa Serrano (identisch met de provincie).
Belisario Boeto · 
Hernando Siles · 
Jaime Zudáñez · 
Juana Azurduy de Padilla · 
Luis Calvo · 
Nor Cinti · 
Oropeza · 
Sud Cinti · 
Tomina · 
Yamparáez